# Buzecchi
Buzecchi, con diverse varianti grafiche (Buzecco, Bozecchi, Buzzecchi, Bussecchi, Busecchi) è un'importante famiglia ebraica italiana, originaria della località di Bussecchio, Forlì, da cui prende il nome. A Forlì c'era, infatti, nel Medioevo, una fiorente comunità ebraica. La famiglia si stabilisce poi a Roma.

## Origini della famiglia
La famiglia è documentata sino dal XIII secolo: una sinagoga della famiglia Buzecchi è menzionata nel 1240.
Verso la fine del XIV secolo, la famiglia è ricompresa in quella degli Anav/Anaw.

## Membri noti
Quattro membri di questa famiglia sono particolarmente noti:
- Beniamino ben Giuda (Roma 1295 - 1355), esegeta, grammatico e filosofo.[2][3]
- Giuda ben Beniamino (XIV secolo), medico, probabilmente figlio del precedente.[4]
- Menachem.[1]
- Shabbatai ben Menachem, figlio del precedente.[5]